# ミドリノスズ
ミドリノスズ（緑の鈴、学名: Senecio rowleyanus Jacobsen）はキオン属の植物。蔓状の茎につく葉がほぼ球形をしている。観賞用に栽培される。グリーンネックレスとも呼ばれる。

## 特徴

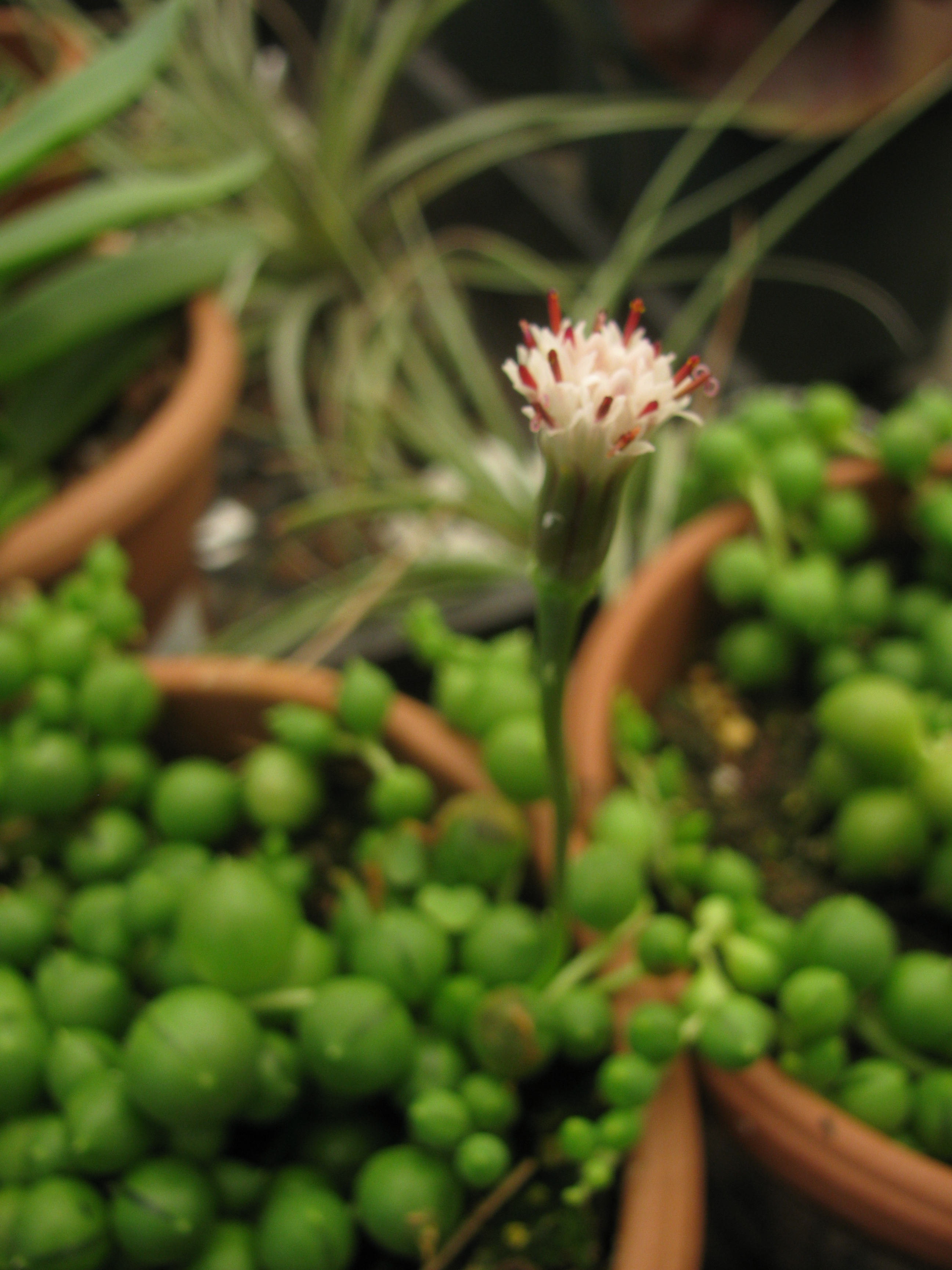
花

常緑性の蔓性草本。茎は紐のように細くて柔らかく、径1mm前後で緑色をしている。匍匐性、または垂れ下がって伸び、地面につくとそこから根を出す。葉は径1cmほどで多肉質の球形をしている。緑色で細長い帯状の形に透明になった窓がある。なお乾燥が強いと葉は小さくなって5mm程度になる。
頭花は径1cm前後で舌状花はなく、見かけは白い刷毛状で葯は褐紫色。花柄は3-5cm。秋から冬に開花。上向きに咲く。
種小名はイギリスの植物学者ロウリー(G. D. Rowley 1921-)にちなむ。

## 分布
アフリカのナミビアなど南アフリカ原産。

## 類似種など
葉の形が独特であるが、同属にはこのほかにも S. herreanus（大弦月城）やS. citriformis（白寿楽）など葉が球形に近くなるものは幾つか知られる。この属には乾燥への適応として多肉化した群が幾つかあり、それぞれに茎や葉、あるいは根茎が多肉化するなどの様々な特殊な形を示すが、本種を含むこれらは葉が多肉化する例の極端なものである。S. radicans （弦月）も本種にとてもよく似ていて、葉が先の尖った棒状になる。
葉が球形になるのは乾燥への適応で貯水力を高めるためと考えられ、球は体積当たりの表面積が最も小さい形であり、貯水と蒸散の抑制に役立つと考えられる。

## 利用
観賞用に栽培される。釣り鉢にして人気があり、あまり強い光を当てない方がよい。斑入りも知られる。本属には多肉植物になるものが多く知られるが、本種はその中で最も多く栽培され、茎が柔らかいので釣り鉢にすると茎がしっかりと垂れ下がって見事である。

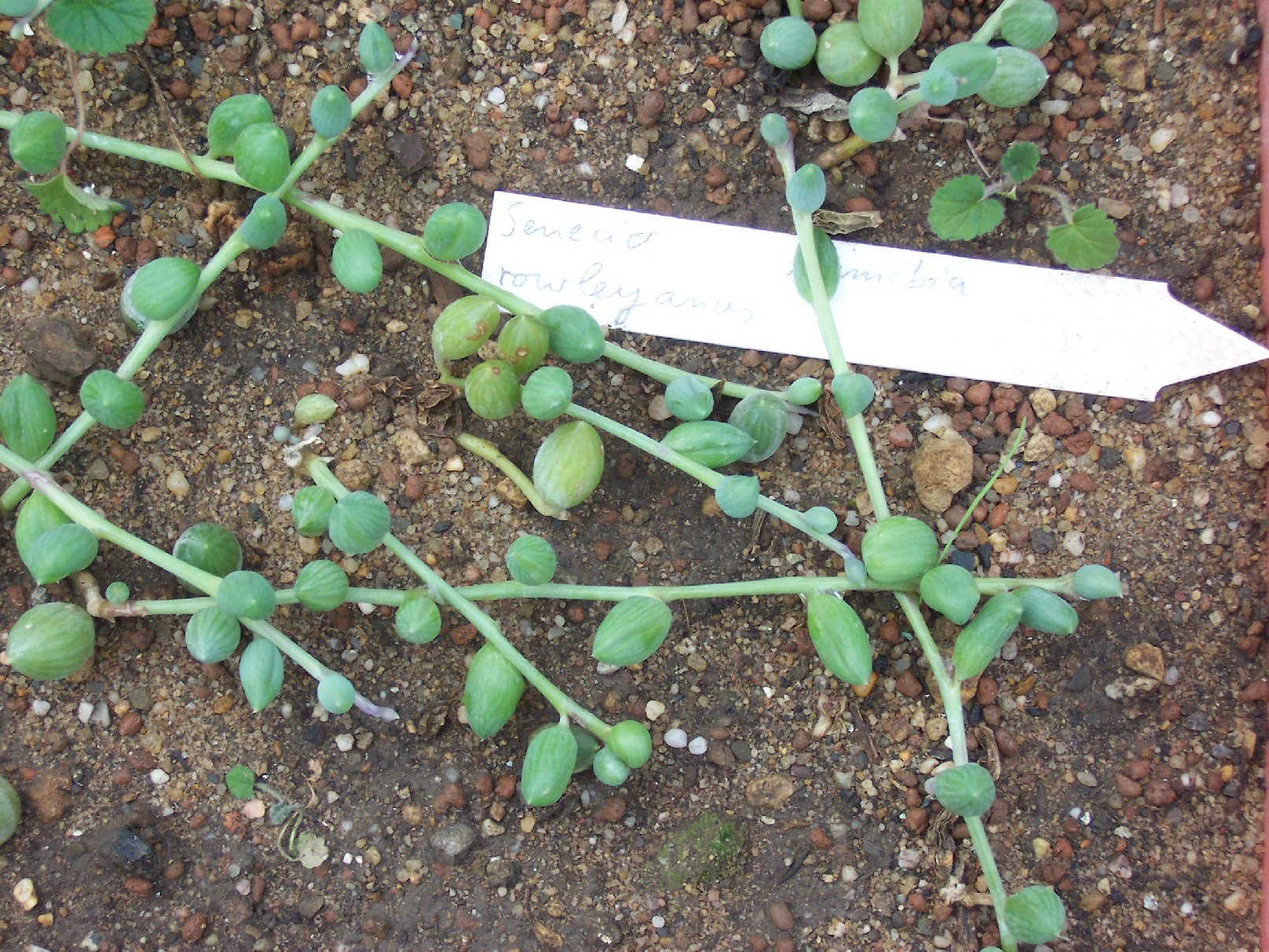
茎の先端付近
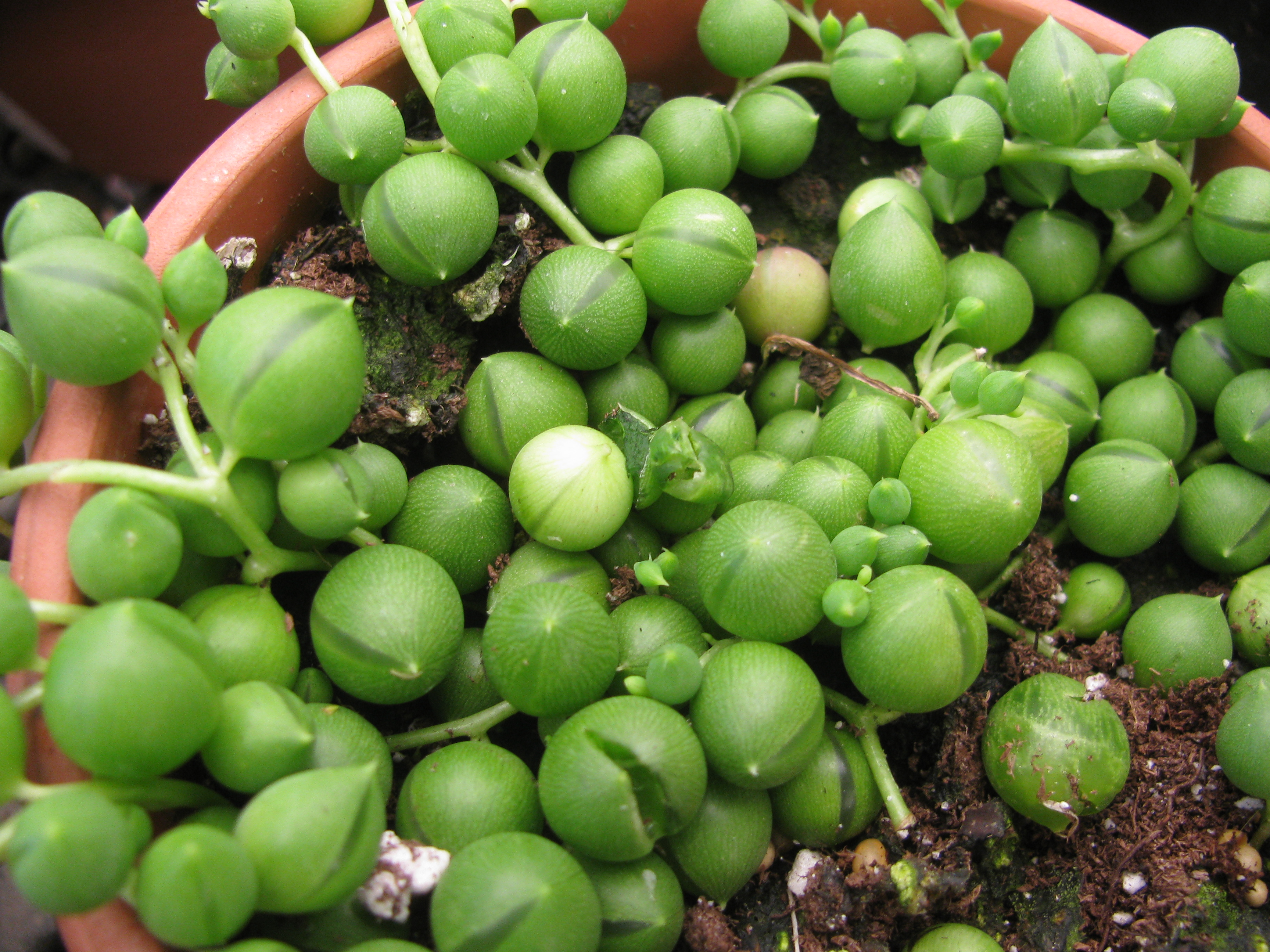
成長した葉 透明な窓が見える
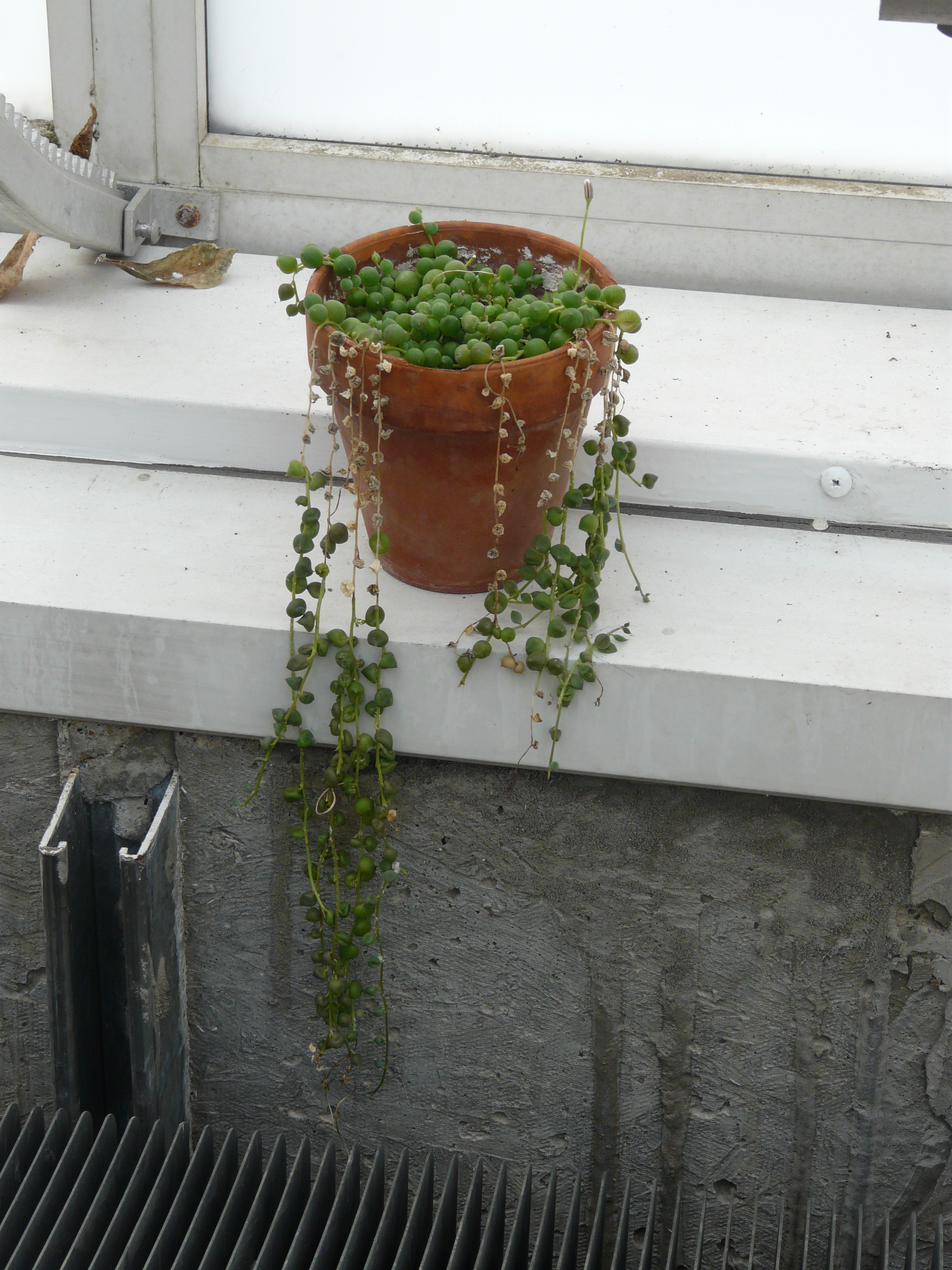
鉢植えの様子